# Кариатида (герб)
Кариатида (пол. Kariatyda) — польский дворянский герб.

## Описание
В лазоревом поле на серебряном основании — женская фигура в греческом наряде, придерживающая капитель над головой. На щите дворянский коронованный шлем. Нашлемник: три страусовых пера. Намёт на щите лазоревый, подложенный серебром.

## Герб используют
Указанным гербом вместе с потомственным дворянством 10 декабря 1840 года Всемилостивейше пожалован Вацлав Ритшель.